# SV Eintracht Salzwedel 09
SV Eintracht Salzwedel 09 is een Duitse sportclub uit Salzwedel, Saksen-Anhalt. De club werd in 1909 opgericht en is actief in onder andere badminton, handbal, krachtsport, tafeltennis, voetbal en volleybal. De voetbalafdeling was actief op het hoogste niveau tot 1933.

## Geschiedenis
De club werd opgericht als FC Salzwedel 09 en sloot zich aan bij de Midden-Duitse voetbalbond. Begin jaren twintig ging de club spelen in de competitie van Jeetze, een van de vele hoogste klassen. In 1923/24 plaatste de club zich voor de eindronde, ondanks een derde plaats in de competitie. FC Viktoria 1909 Stendal zorgde echter al voor een vroege uitschakeling. Het volgende seizoen werd de club voor het eerst kampioen, maar werd in de eindronde opnieuw snel uitgeschakeld, deze keer door FC Hertha 1909 Wittenberge. In 1926 ging de club opnieuw in de plaats van VfB 1907 Klötze naar de eindronde en kon voor het eerst winnen, tegen Viktoria Stendal. In de tweede ronde kreeg FC echter een veeg uit de pan van Cricket-Viktoria Magdeburg.
Een tweede titel in Jeetze volgde in 1928. In de eindronde werd de club verslagen door FC Viktoria 03 Leipzig. Na het seizoen 1929 verdween de club één jaar uit de competitie doordat het terrein heraangelegd werd en SV Eintracht Salzwedel werd de beste club van de stad. Vanaf 1930 werd de competitie van Jeetze als aparte groep ondergebracht in de competitie van Altmark en beide winnaars moesten elkaar bekampen voor een eindrondeticket. De club werd weer kampioen in 1932, maar verloor tegen Singer TuSV Wittenberge 1926, de kampioen van Altmark en miste daardoor de eindronde. Het volgende seizoen kwam er één competitie voor Altmark, waarin de club slechts achtste werd. Hierdoor plaatste de club zich niet voor de nieuwe Gauliga die in 1933 van start ging.
De club slaagde er niet meer in naar de hoogste klasse te promoveren. Na de Tweede Wereldoorlog werden alle Duitse clubs ontbonden. De club werd heropgericht als SG Salzwedel-Ost. De club speelde in 1948/49 in de Landesklasse Sachsen-Anhalt, wat gelijkstond met de hoogste klasse en werd hier achtste. De club speelde tot 1952 in de derde klasse en plaatste zich dan niet voor de nieuwe Bezirksliga Magdeburg. Pas in 1986 kon de club terug promoveren naar de derde klasse en moest na twee seizoenen weer een stapje terug zetten. De clubnaam was inmiddels gewijzigd in BSG Motor Salzwedel.
Na de Duitse hereniging werd de naam in 1990 gewijzigd in SV Motor Salzwedel. In 1991 fuseerde de club met Aktivist Salzwedel, dat in de DDR-tijd opgericht was en zo werd de naam SV Eintracht Salzwedel aangenomen. De club speelt tegenwoordig in de Landesklasse van Sachsen-Anhalt.

## Erelijst
Kampioen Jeetze
1925, 1928, 1932